# Mālpils
Mālpils è un comune della Lettonia appartenente alla regione storica della Livonia di 4.103 abitanti (dati 2009).

## Località
Il comune è stato istituito nel 2009 riorganizzando il territorio della città omonima.